# بالوماكورديرو
بالوما ديليا مارغريتا كورديرو تابيا المعروفة باسم بالوما كورديرو (21 فبراير 1937 - 11 مايو 2020) كانت سيدة المكسيك الأولى من عام 1982 إلى عام 1988 خلال رئاسة زوجها ميغيل دي لا مدريد. كما ترأست كورديرو النظام الوطني للتنمية المتكاملة للأسرة خلال فترة ولايتها.

## السيرة الذاتية
ولدت كورديرو في مدينة مكسيكو في 21 فبراير 1937. كانت ابنة لويس كورديرو بوستامانتي وهو محامى، وديليا تابيا لابارديني. نشأت في حي كولونيا هيبيدرومو كونديسا في مكسيكو سيتي.
في عام 1953، قدمها شقيق كورديرو الأكبر إلى ميغيل دي لا مدريد. بدأ الزوجان تعود في عام 1955، عندما كان دي لا مدريد في السنة الرابعة من كلية الحقوق. وتزوجا في عام 1959 في احتفال كاثوليكي في كنيسة سانتا روزا دي ليما في كواوتيموك. زواجهما انتج خمسة أطفال - مارغريتا وميغال و انريكي أوكتافيوو وفيديريكو لويس وجيراردو أنطونيو.
وبالإضافة إلى البروتوكولات والجولات العادية المتوقعة للسيدة الأولى الوطنية ترأس كورديرو أيضا النظام الوطني للتنمية المتكاملة للأسرة، وهو وكالة للخدمات الاجتماعية العامة ومنظمة الخدمة الوطنية للمتطوعين. تحت كورديرو توسع نظام إدارة المخدرات ليشمل برامج جديدة تقدم إعادة تأهيل مدمني المخدرات، وحماية للقاصرين الذين يُساء معاملتهم، وخدمات للمكفوفين والمعاقين، ومساعدة إنفاذ القانون. كما أشرف كورديرو على بناء ملاجئ جديدة، ومراكز نماء الطفل والترفيه، ومرافق تجهيز الأغذية من خلال النظام الوطني للتنمية المتكاملة للأسرة  كما تمت إضافة برامج تدريبية تقنية جديدة إلى خدمات التوعية التابعة النظام الوطني للتنمية المتكاملة للأسرة  توفيت بالوما كورديرو في 11 مايو 2020 عن عمر يناهز 83 عامًا. وكان لديها خمس أطفال، مارغريتا، ميغيل، إنريكي أوكتافيو، فيديريكو لويس، جيراردو أنطونيو. وستة أحفاد: لويس خافيير، بابلو، ماريا، إيزابيل، ميغيل، فابيانا واميليا. توفي زوجها، ميغيل دي لا مدريد، في عام 2012.